# Wiktor Masłow (kierowca)
Wiktor Władimirowicz Masłow (ros. Виктор Владимирович Маслов, ur. 16 stycznia 1976 roku w Surgucie) – rosyjski kierowca wyścigowy.
Karierę rozpoczął w kartingu w 1989 roku, gdzie ścigał się sześć lat. W 1996 roku wziął udział w zawodach na lodzie, Trophée Andros, w tym samym roku ścigał się w Rosyjskiej Formule 3. Taka sama sytuacja miała miejsce w roku 1997. W roku 1998 zadebiutował w zespole Lukoil we Włoskiej Formule 3.
W latach 1999–2001 jeździł w zespole Arden (w latach 1999–2000 we Włoskiej Formule 3000, a w latach 1999–2001 w Międzynarodowej Formule 3000).

## Kariera
| Sezon | Seria                       | Zespół              | Starty  | Punkty | Miejsce w klasyfikacji |
| ----- | --------------------------- | ------------------- | ------- | ------ | ---------------------- |
| 1999  | Międzynarodowa Formuła 3000 | / Lukoil Arden      | 0 (10)  | 0      | —                      |
| 1999  | Włoska Formuła 3000         | / Arden Team Russia | 2 (2)   | 1      | 18                     |
| 2000  | Międzynarodowa Formuła 3000 | / Arden Team Russia | 5 (10)  | 0      | —                      |
| 2000  | Włoska Formuła 3000         | / Arden Team Russia | 6 (6)   | 0      | —                      |
| 2001  | Międzynarodowa Formuła 3000 | / Arden Team Russia | 12 (12) | 0      | —                      |